# Leopoldo Tarantini
Leopoldo Tarantini   (Trani, 21 de desembre de 1872 - Nàpols, 1927), fou un compositor italià.
Els bessons Gaetano i Leopoldo Tarantini van néixer a Trani, de Domenico i Rosa Verde. Va estudiar amb els mestres Théodore Dubois, Paolo Serrao i Vincenzo Romaniello. Els dos músics van tenir "la seva intensa temporada" a finals del segle a Trani. Nets del famós advocat i polític Leopoldo Tarantini, van poder donar, juntament amb altres músics de l'època, moments d'alta expressió musical.
És autor dels ballets, Il Sindaco di Lebonnard, estrenat al teatre Verdi, de Nàpols el 1903 i de les òperes Manuel Garcia (Nàpols, 1904), Marion Delorme (Trani, 1910) i Terramadre.